# Letîcivka, Monastîrîșce
Letîcivka (în ucraineană Летичівка) este un sat în comuna Avramivka din raionul Monastîrîșce, regiunea Cerkasî, Ucraina.

## Demografie
Componența lingvistică a localității Letîcivka
     Ucraineană (99,11%)
     Alte limbi (0,83%)
Conform recensământului din 2001, majoritatea populației localității Letîcivka era vorbitoare de ucraineană (99,11%), existând în minoritate și vorbitori de alte limbi.